# Alpes peninos

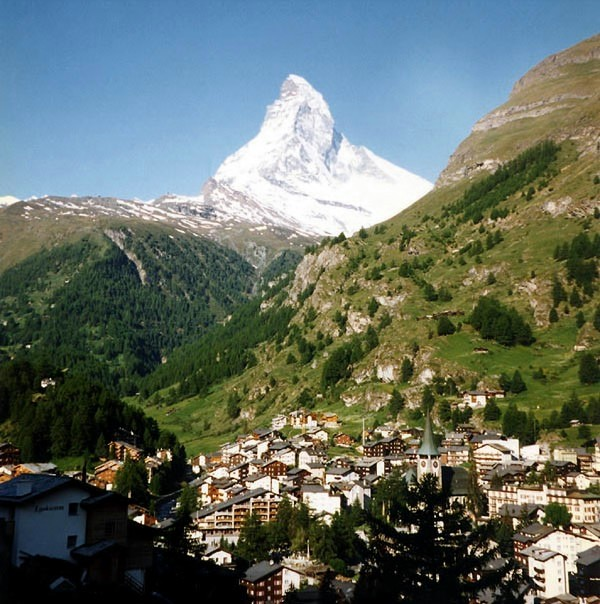
La ciudad suiza de Zermatt, al pie del nevado monte Cervino.

Los Alpes peninos (en latín, Alpes Poeninae; en italiano Alpi Pennine) o también Alpes del Valais (en alemán Walliser Alpen; en francés Alpes valaisannes) son una sección del gran sector Alpes del noroeste, según la clasificación SOIUSA. Su pico más alto es la Punta Dufour, con 4634 m sobre el nivel del mar. Se encuentran situados al sur del cantón del Valais en Suiza, e incluye las regiones de Alta Saboya en Francia y del Piamonte y Valle de Aosta en Italia.
Los Alpes peninos son delimitados con los Alpes Grayos por el Puerto del Pequeño San Bernardo y el valle del río Dora Baltea; el Paso del Simplón de los Alpes lepontinos; el valle del Ródano de los Alpes berneses; el Paso de Coux y el valle del Arly de los Prealpes franceses.

## Topónimo
Los Alpes peninos se llaman así por la palabra ligur prerromana "pen" (que significa: "monte").

## Definición
A veces se distingue entre los Alpes del Valais y los Alpes peninos separando la parte suiza y la italiana de esta cordillera. En la voz, siguiendo en particular la clasificación de la SOIUSA, se entienden como sinónimos Alpes peninos y Alpes valesanos.

## Delimitación
Limitan:
- al norte con los Alpes berneses y separados por el curso del río Ródano;
- al noreste con los Alpes Lepontinos y separados por el paso del Simplón;
- al sudeste desciende a la llanura Padana;
- al sudoeste y al oeste con los Alpes Grayos y separados por el Col Petit Ferret.

## Clasificación

### SOIUSA
Según la reciente clasificación de la SOIUSA los Alpes Peninos son una sección de los Alpes del noroeste y a su vez contienen 5 subsecciones y 16 supergrupos:
- Alpes del Grand Combin
  - Grande Rochère-Grand Golliaz
  - Grand Combin-Monte Velàn
  - Gelé-Collon
  - Arolla-Cheilon-Pleureur
- Alpes del Weisshorn y del Cervino
  - Bouquetins-Cervino
  - Luseney-Cian
  - Dent Blanche-Grand Cornier
  - Weisshorn-Zinalrothorn
- Alpes del Monte Rosa
  - Grupo del Monte Rosa
  - Contrafuertes valdostanos del Monte Rosa
  - Contrafuertes del Valais del Monte Rosa
- Alpes Bielleses y Cusianos
  - Alpes Bielleses
  - Alpes Cusianos
- Alpes del Mischabel y del Weissmies
  - Grupo del Mischabel
  - Andolla
  - Grupo del Weissmies.

### Clasificación de 1926

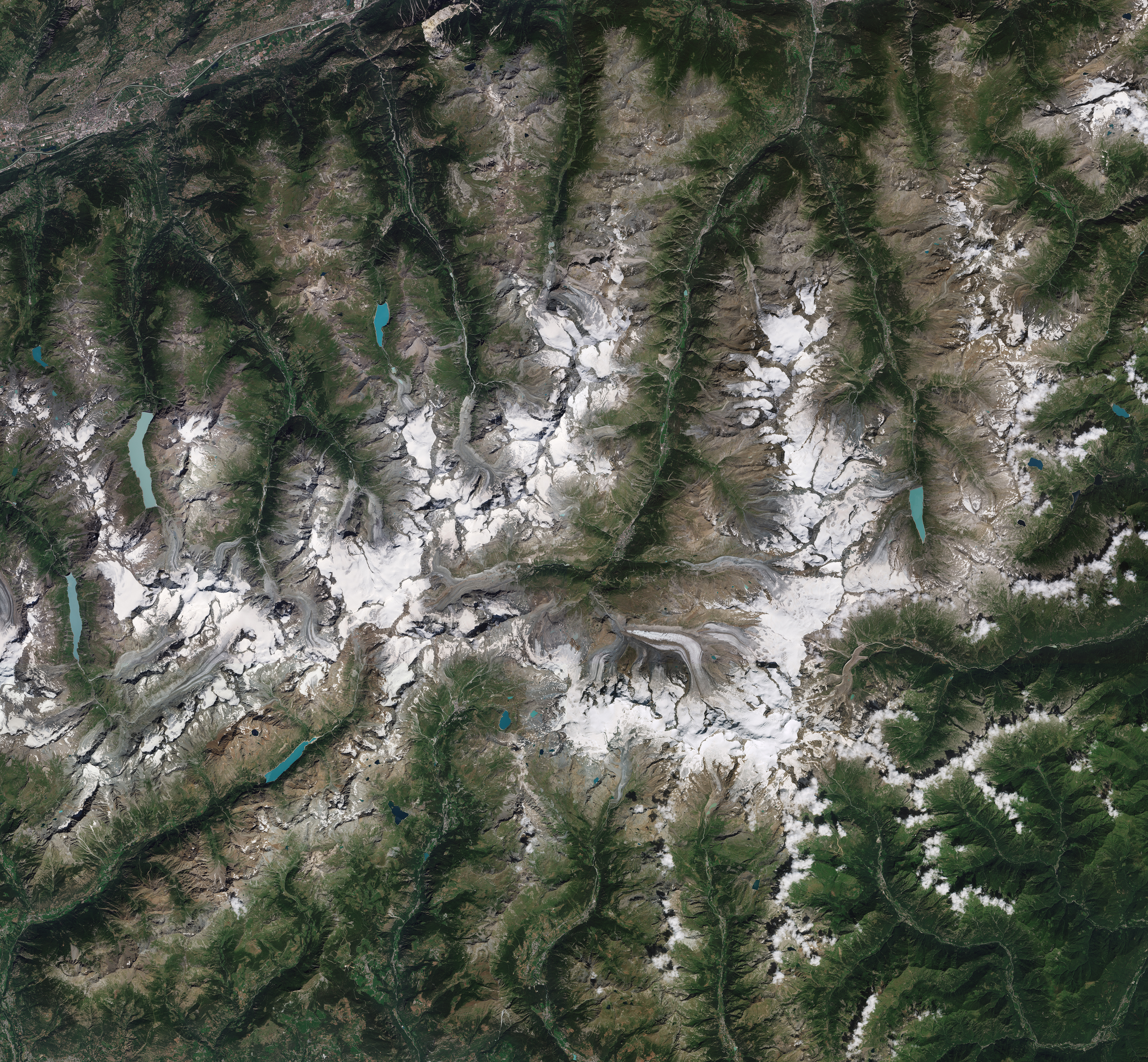
Vista de los Alpes peninos tomada por la misión Sentinel-2 de la Agencia Espacial Europea

Los Alpes peninos según la Partición de los Alpes de 1926 son una sección de los Alpes centrales y se subdividen en algunos macizos principales:
- Macizo del monte Rosa a lo largo de la frontera italo-suiza,
- Macizo del Mischabel en territorio suizo al norte del monte Rosa,
- Grupo Cervino-Dent d'Hérens al oeste del monte Rosa a lo largo de la frontera italo-suiza,
- Grand Combin-Arolla al oeste del Dent d'Hérens a lo largo de la frontera italo-suiza,
- Weissmies - Andolla al este del monte Rosa.

Los Prealpes bielleses son considerados un grupo alpino separado o, a veces, como un subgrupo de los Alpes peninos.

## Cimas que superan los 4000 m s. n. m.

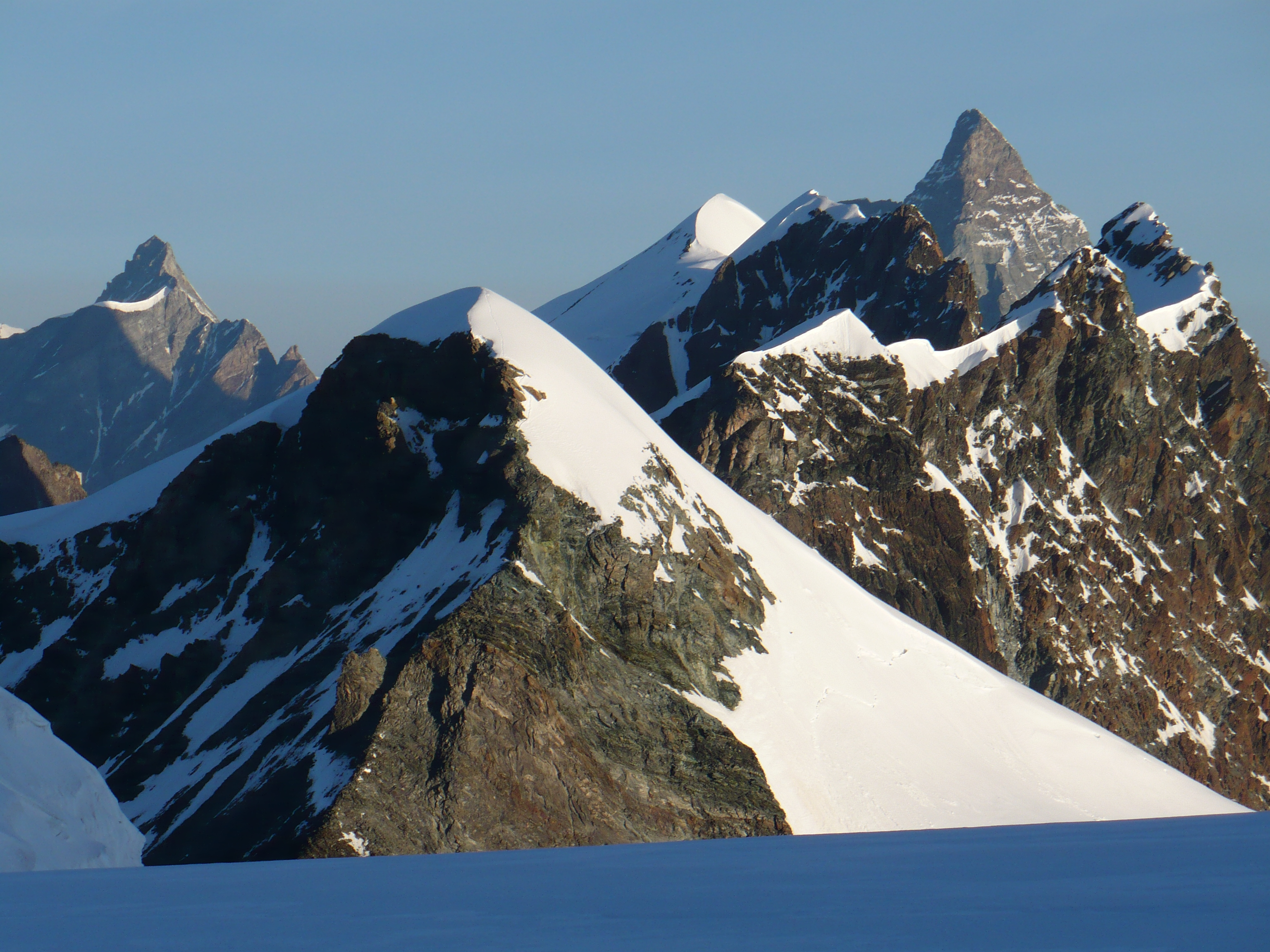
Algunas de las cimas de los Alpes peninos: en primer plano el Polluce y luego el Breithorn. Al fondo a la derecha, el Cervino y a la izquierda el Dent d'Hérens.

En los Alpes peninos hay cimas sobre los 4000 m. Los otros cuatromiles de los Alpes se encuentran en el Macizo del Mont Blanc y en otros cuatro macizos para hacer un total de 82 cimas.
| n.° | Altitud                | Cima                                               | Subsección alpina                   |
| --- | ---------------------- | -------------------------------------------------- | ----------------------------------- |
| 1   | 4634 m                 | Pico Dufour / Dufourspitze                         | Alpes del Monte Rosa                |
| 2   | 4612 m (I) - 4609 (CH) | Nordend                                            | Alpes del Monte Rosa                |
| 3   | 4563 m                 | Zumsteinspitze                                     | Alpes del Monte Rosa                |
| 4   | 4554 m                 | Signalkuppe                                        | Alpes del Monte Rosa                |
| 5   | 4545 m                 | Dom                                                | Alpes del Mischabel y del Weissmies |
| 6   | 4527 m                 | Liskamm Ost                                        | Alpes del Monte Rosa                |
| 7   | 4505 m                 | Weisshorn                                          | Alpes del Weisshorn y del Cervino   |
| 8   | 4491 m                 | Täschhorn                                          | Alpes del Mischabel y del Weissmies |
| 9   | 4481 m (I) - 4479 (CH) | Liskamm West                                       | Alpes del Monte Rosa                |
| 10  | 4477 m                 | Cervino/Matterhorn                                 | Alpes del Weisshorn y del Cervino   |
| 11  | 4436 m (I) - 4432 (CH) | Parrotspitze                                       | Alpes del Monte Rosa                |
| 12  | 4357 m                 | Dent Blanche                                       | Alpes del Weisshorn y del Cervino   |
| 13  | 4342 m (I) - 4341 (CH) | Ludwigshöhe                                        | Alpes del Monte Rosa                |
| 14  | 4327 m                 | Nadelhorn                                          | Alpes del Mischabel y del Weissmies |
| 15  | 4322 m                 | Schwarzhorn / Corno Nero                           | Alpes del Monte Rosa                |
| 16  | 4314 m                 | Grand Combin de Grafeneire (Grand Combin)          | Alpes del Grand Combin              |
| 17  | 4294 m                 | Lenzspitze                                         | Alpes del Mischabel y del Weissmies |
| 18  | 4241 m                 | Stecknadelhorn                                     | Alpes del Mischabel y del Weissmies |
| 19  | 4228 m (CH) - 4221 (I) | Castor                                             | Alpes del Monte Rosa                |
| 20  | 4221 m                 | Zinalrothorn                                       | Alpes del Weisshorn y del Cervino   |
| 21  | 4219 m                 | Hohberghorn                                        | Alpes del Mischabel y del Weissmies |
| 22  | 4215 m                 | Vincentpyramide                                    | Alpes del Monte Rosa                |
| 23  | 4206 m                 | Alphubel                                           | Alpes del Mischabel y del Weissmies |
| 24  | 4199 m                 | Rimpfischhorn                                      | Alpes del Mischabel y del Weissmies |
| 25  | 4190 m                 | Strahlhorn                                         | Alpes del Mischabel y del Weissmies |
| 26  | 4184 m                 | Grand Combin de Valsorey (Grand Combin)            | Alpes del Grand Combin              |
| 27  | 4179 m (I) - 4171 (CH) | Dent d'Hérens                                      | Alpes del Weisshorn y del Cervino   |
| 28  | 4165 m (I) - 4164 (CH) | Breithorn Westgipfel                               | Alpes del Monte Rosa                |
| 29  | 4160 m (I) - 4159 (CH) | Breithorn Mittelgipfel                             | Alpes del Monte Rosa                |
| 30  | 4153 m                 | Bishorn                                            | Alpes del Weisshorn y del Cervino   |
| 31  | 4141 m                 | Grand Combin de la Tsessette (Grand Combin)        | Alpes del Grand Combin              |
| 32  | 4141 m (I) - 4139 (CH) | Breithorn Breithornzwilling Oeste                  | Alpes del Monte Rosa                |
| 33  | 4106 m                 | Breithorn Breithornzwilling Este (Monte Breithorn) | Alpes del Monte Rosa                |
| 34  | 4092 m (CH) - 4091 (I) | Pollux                                             | Alpes del Monte Rosa                |
| 35  | 4075 m                 | Breithorn Schwarzfluh / Roccia Nera                | Alpes del Monte Rosa                |
| 36  | 4063 m                 | Obergabelhorn                                      | Alpes del Weisshorn y del Cervino   |
| 37  | 4046 m                 | Punta Giordani                                     | Alpes del Monte Rosa                |
| 38  | 4035 m                 | Dürrenhorn                                         | Alpes del Mischabel y del Weissmies |
| 39  | 4027 m                 | Allalinhorn                                        | Alpes del Mischabel y del Weissmies |
| 40  | 4023 m                 | Weissmies                                          | Alpes del Mischabel y del Weissmies |
| 41  | 4010 m                 | Lagginhorn                                         | Alpes del Mischabel y del Weissmies |

## Puertos de montaña
Los principales pasos alpinos de los Alpes peninos son:
| nombre                             | lugar                                          | tipo            | altura (metros) |
| ---------------------------------- | ---------------------------------------------- | --------------- | --------------- |
| Silbersattel (Sella d'Argento)     | de Zermatt a Macugnaga                         | nieve           | 4,517           |
| Colle Gnifetti                     | de Zermatt a Macugnaga                         | nieve           | 4,454           |
| Colle Zumstein                     | de Zermatt a Macugnaga                         | nieve           | 4,452           |
| Colle Sesia                        | de Zermatt a Alagna                            | nieve           | 4,424           |
| Colle del Dom                      | de Randa a Saas-Fee                            | nieve           | 4,286           |
| Colle delle Piode                  | de Zermatt a Alagna                            | nieve           | 4,285           |
| Colle del Lys                      | de Zermatt a Gressoney                         | nieve           | 4,248           |
| Colle Vincent                      | de Gressoney a Alagna                          | nieve           | 4,088           |
| Colle del Mischabel                | de Zermatt a Saas-Fee                          | nieve           | 3,856           |
| Alphubel Pass                      | de Zermatt a Saas-Fee                          | nieve           | 3,802           |
| Passo Adler                        | de Zermatt a Saas-Fee                          | nieve           | 3,798           |
| Colle Signal                       | de Alagna a Macugnaga                          | nieve           | 3,769           |
| Passo Moming                       | de Zermatt a Zinal                             | nieve           | 3,745           |
| Schwarztor (o Porta Nera)          | de Zermatt al Val d'Ayas                       | nieve           | 3,741           |
| Passo Ried                         | de Sankt-Niklaus a Saas-Fee                    | nieve           | 3,597           |
| Passo Allalin                      | de Zermatt a Saas-Fee                          | nieve           | 3,570           |
| Colle di Valpelline                | de Zermatt a Aosta                             | nieve           | 3,562           |
| Colle del Bies                     | de Randa a Turtmann                            | nieve           | 3,549           |
| Colle del Trift                    | de Zermatt a Zinal                             | nieve           | 3,540           |
| Passo del Nuovo Weisstor           | de Zermatt a Macugnaga                         | nieve           | 3,498           |
| Colle del Sonadon                  | de Bourg-Saint-Pierre al valle de Bagnes       | nieve           | 3,489           |
| Col d'Herens                       | de Zermatt a Evolène                           | nieve           | 3,480           |
| Colle Durand                       | de Zermatt a Zinal                             | nieve           | 3,474           |
| Colle des Maisons Blanches         | de Bourg-Saint-Pierre al valle de Bagnes       | nieve           | 3,426           |
| Colle di Bertol                    | de Arolla al Colle d'Herens                    | nieve           | 3,414           |
| Colle du Mont Rouge                | de Val de Bagnes al valle de Hérémence         | nieve           | 3,341           |
| Colle delle Locce                  | de Alagna a Macugnaga                          | nieve           | 3,334           |
| Colle del Teodulo                  | de Zermatt a Valtournenche                     | nieve           | 3,322           |
| Colle de Tracuit                   | de Zinal a Turtmann                            | nieve           | 3,252           |
| Passo dello Zwischbergen           | de Saas-Fee a Gondo                            | nieve           | 3,248           |
| Col d'Oren                         | de Val de Bagnes a Valpelline                  | nieve           | 3,242           |
| Colle di Seilon                    | de Val de Bagnes al valle de Hérémence         | nieve           | 3,200           |
| Colle du Cret                      | de Val de Bagnes al valle de Hérémence         | nieve           | 3,148           |
| Colle di Valcournera               | de la Valtournenche a l Valpelline             | nieve           | 3,147           |
| Colle Collon                       | de Arolla a Aosta                              | nieve           | 3,130           |
| Colle di Valsorey                  | de Bourg-Saint-Pierre a Aosta                  | nieve           | 3,113           |
| Passo Rizzetti                     | de Alagna a Macugnaga                          | sendero difícil | 3,102           |
| Colle di Chermontane               | de Val de Bagnes a Arolla                      | nieve           | 3,084           |
| Bocchetta di Faller                | de Alagna a Macugnaga                          | sendero difícil | 3,071           |
| Colle superiore delle Cime Bianche | de Valtournenche a Val d'Ayas                  | sendero difícil | 2,980           |
| Passo dei Salati                   | de Gressoney-La-Trinité a Alagna Valsesia      | sendero         | 2,936           |
| Colle di Torrent                   | de Evolène al valle de Torrent                 | sendero difícil | 2,924           |
| Passo di Augstbord                 | de Sankt-Niklaus a Turtmann                    | sendero difícil | 2,893           |
| Colle di Crête Sèche               | de Val de Bagnes al Valpelline                 | nieve           | 2,888           |
| Col d'Olen                         | de Alagna a Gressoney                          | sendero         | 2,871           |
| Passo del Monte Moro               | de Saas-Fee a Macugnaga                        | sendero         | 2,862           |
| Passo de Chevres                   | de Arolla al valle de Hérémence                | sendero         | 2,851           |
| Passo di Antrona                   | de Saas-Fee a Antrona Schieranco               | sendero difícil | 2,844           |
| Colle di Sorebois                  | de Zinal al val di Torrent                     | sendero difícil | 2,825           |
| Colle di Vessona                   | Valpelline a Nus                               | sendero         | 2,794           |
| Finestra di Durand                 | de Val de Bagnes a Aosta                       | sendero difícil | 2,786           |
| Passo Z'Meiden                     | de Zinal a Turtmann                            | sendero difícil | 2,772           |
| Passo del Turlo                    | de Alagna a Macugnaga                          | sendero         | 2,736           |
| Finestra di Ferret                 | dal Gran San Bernardo al Val Ferret (Svizzera) | sendero difícil | 2,699           |
| Colle Bettaforca                   | dal Val d'Ayas a Gressoney                     | sendero difícil | 2,676           |
| Col Serena                         | del Gran San Bernardo a Morgex                 | sendero         | 2,538           |
| Col Ferret                         | de Courmayeur a Orsières                       | sendero difícil | 2,533           |
| Colle di Valdobbia                 | de Gressoney a Riva Valdobbia                  | sendero         | 2,480           |
| Gran San Bernardo                  | de Martigny a Aosta                            | strada          | 2,472           |
| Colle del Loo                      | de Gressoney a Rassa                           | sendero         | 2,452           |
| Colle di Moud                      | de Alagna a Rima                               | sendero         | 2,323           |
| Colle d'Egua                       | de Rima al Valle Anzasca                       | sendero difícil | 2,236           |
| Passo del Sempione                 | de Briga a Domodossola                         | carretera       | 2,009           |
| Passo Baranca                      | de Varallo al Valle Anzasca                    | sendero difícil | 1,820           |